# Rio Creuse
O rio Cruesa (em francês Creuse) é um rio localizado na França, afluente do rio Vienne. Nasce no Plateau de Millevaches, extensão para noroeste do Massif Central. Dá nome a um departamento, o Creuse.
Banha os seguintes departamentos e comunas:
- Departamento de Creuse: Aubusson
- Departamento de Indre: Argenton-sur-Creuse, Le Blanc
- Departamento de Indre-et-Loire: Yzeures-sur-Creuse, Descartes
- Departamento de Vienne: La Roche-Posay